# Municipio Los Salias
Los Salias es uno de los 21 municipios que conforman el estado Miranda. La capital  es San Antonio de los Altos y se encuentra al noroeste del estado. Está aproximadamente a unos 14 kilómetros de Caracas y limita al norte con el Distrito Capital, al sur con el Municipio Guaicaipuro, al este con el Municipio Baruta y al oeste con el Municipio Carrizal (siendo los 3 últimos municipios pertenecientes al estado Miranda. Posee una extensión de 51 km² y su elevación máxima es de 1700 m s. n. m. (Altos de Pipe). Según el censo del año 2023, tiene 104.846 habitantes. Fue fundado en 1982 por Gaceta Oficial del estado Miranda y posee 1 parroquia.

## Historia

### Toponimia
El nombre fue adquirido en reconocimiento y honor a los hermanos Salias: Francisco, Mariano, Pedro, Vicente, Juan y Carlos; hijos de Francisco Antonio Salias Tordesillas y de María Margarita Sanoja Cabeza de Vaca. Los hermanos Salias son próceres de la independencia de Venezuela en el siglo XIX, gracias a su decidida participación en la  guerra de independencia.

## Parroquias
1. Parroquia San Antonio de los Altos

## Economía
En ciencia y tecnología: La sede principal del Instituto Venezolano de Investigaciones Científicas (https://web.archive.org/web/20110726011242/http://www.ivic.gob.ve/), se encuentra en el sector Altos de Pipe de este municipio, conjuntamente con el INTEVEP, es uno de los mayores empleadores en la región.

## Turismo
- Mirador El Faro (con vista hacia la ciudad de Caracas).
- Capilla de la Virgen de Candelaria (Nueva inaugurada en 2006 - Vieja capilla inaugurada en 1977 derrumbada en 1992)
- Fábrica de Arte Murano (moldean vidrio de color). Ubicado en el caserío Potrerito.
- Casco del Pueblo
- Casco Central (Los Castores)
- Embalse La Mariposa
- Loma Quintana ( Sector El Limón) ( Punto más alto de los Altos Mirandinos)

## Política y gobierno

### Alcaldes
| Período     | Alcalde                | Partido político / Alianza | % de votos | Notas |
| ----------- | ---------------------- | -------------------------- | ---------- | --- |
| 1989 - 1992 | Andrés López Díaz      | MAS                        | 23,70      | Primer alcalde bajo elecciones directas |
| 1992 - 1995 | Andrés López Díaz      | MAS                        | 42,06      | Reelecto |
| 1995 - 2000 | Juan Fernández Morales | MAS                        | -          | Segundo alcalde bajo elecciones directas (A raíz de la aprobación y la promulgación de la Constitución de Venezuela en 1999, se realizan elecciones generales) |
| 2000 - 2004 | Juan Fernández Morales | PJ                         | 47,39      | Reelecto |
| 2004 - 2008 | Juan Fernández Morales | PJ                         | 65,07      | Reelecto |
| 2008 - 2013 | Ovidio Lozada          | PJ                         | 44,04      | Tercer alcalde bajo elecciones directas |
| 2013 - 2017 | José «Josy» Fernández  | MUD                        | 74,63      | Cuarto alcalde bajo elecciones directas |
| 2017 - 2021 | José «Josy» Fernández  | UNT                        | 59,59      | Reelecto |
| 2021 - 2025 | José «Josy» Fernández  | FV/MUD                     | 62,38      | Reelecto |
| 2025 - 2029 | Edgar Laya             | MIN-UNIDAD                 |            | Quinto alcalde bajo elecciones directas |

### Concejo municipal
Período 1989 - 1992
| Concejales:                 | Partido político / Alianza |
| --------------------------- | -------------------------- |
| Nelson Zambrano             | COPEI                      |
| Matias Pérez Díaz           | COPEI                      |
| Santa Celení Moreno         | COPEI                      |
| Luis Hernández Bello        | COPEI                      |
| Libertad Sulbaran de Moreno | MAS                        |
| Carmen Elizabeth Castro     | MAS                        |
| Edmundo Diaz González       | AD                         |
| Flor Guerrero de Solorzano  | AD                         |

Período 1992 - 1995
| Concejales:           | Partido político / Alianza |
| --------------------- | -------------------------- |
| Omar Ocando           | MAS                        |
| Juan Fernández        | MAS                        |
| Camilo Urbina         | MAS                        |
| Francisco Hernández   | MAS                        |
| Miriam Gicela de Lara | COPEI                      |
| José Fernández        | COPEI                      |
| Luis Trincado         | LCR                        |
| Mauro Vera            | LCR                        |
| Julio Lares           | AD                         |

Período 1995 - 2000
| Concejales:              | Partido político / Alianza |
| ------------------------ | -------------------------- |
| Angel García             | MAS                        |
| María Angélica Hernández | MAS                        |
| Francisco Hernández      | COPEI                      |
| Ismania Zambrano         | COPEI                      |
| José Fernández           | CONVERGENCIA               |
| Inda Marineshing         | AD                         |
| Julio Lares              | DMA                        |
| José Florencio Quintero  | DSA 33                     |
| Daniel López             | DSA 33                     |

Período 2000 - 2005
| Concejales:              | Partido político / Alianza |
| ------------------------ | -------------------------- |
| Francisco Hernández      | PJ                         |
| María Angélica Hernández | PJ                         |
| Ismenia Zambrano         | PJ                         |
| Trina Fernández          | PJ                         |
| María Luisa García       | MVR                        |
| Edgar Ibarra             | MVR                        |
| José Fernández           | PRVZL                      |

Período 2005 - 2013
| Concejales:              | Partido político / Alianza |
| ------------------------ | -------------------------- |
| Lucero Vera              | PJ                         |
| María Angélica Hernández | PJ                         |
| Ynmer de Parra           | PJ                         |
| Tirso Flores             | PJ                         |
| Angel Palmeri            | PJ                         |
| Gladys Montes            | MVR                        |
| José Fernández           | PRVZL                      |

Período 2013 - 2018
| Concejales:            | Partido político / Alianza |
| ---------------------- | -------------------------- |
| Tirso Flores           | MUD                        |
| Daniel González        | MUD                        |
| Hector Medina          | MUD                        |
| Oswaldo Mora           | MUD                        |
| Nadord Zambrano        | MUD                        |
| María López Verenzuela | MUD                        |
| Ana Melchor            | MUD                        |

Período 2018 - 2021
| Concejal          | Partido político / Alianza |
| ----------------- | -------------------------- |
| Daniel González   | FDC                        |
| Marisbelia Haddad | FDC                        |
| Julio Melo        | FDC                        |
| Marianela Arzola  | FDC                        |
| Edgar Laya        | FDC                        |
| César Felice      | FDC                        |
| David Manzo       | PSUV                       |

Período 2021 - 2025
| Concejal         | Partido político / Alianza |
| ---------------- | -------------------------- |
| Edgar Laya       | FV/MUD                     |
| Ana Barrera      | FV/MUD                     |
| Sara Medina      | FV/MUD                     |
| Daniel Castro    | FV/MUD                     |
| Lucero Vera      | FV/MUD                     |
| Marianela Arzola | FV/MUD                     |
| Estalina Báez    | PSUV                       |